# Белін (король)
Белін Великий (лат. Belinus), відповідно до твору Джефрі Монмутського, двадцять третій Міфічний король Британії, син корля Дунвало Молмутського.

## Здобуття престолу
Після смерті батька його сини Белін і Брен розпочали війну між собою. Зібравши велике військо вони неодноразово зустрічались на полях битв, поки у спір не втрутились їхні друзі запропонувавши компроміс. Королем Британії став Белін, проте королем півночі країни він визнав Брена. 
Проте, через 5 років Брен без згоди брата одружився з дочкою короля Норвегії. Тому Белін захопив землі брата, приєднавши їх до своїх володінь. Після цього король Данії та дружина Брена внаслідок аварії їх корабля висадились у Британії. Белін взяв їх у полон, вимагаючи зустрічі з братом. Натомість, Брен висадився з військом в Олбані та став вимагати визволення бранців, погрожуючи убити брата. Два війська знову зійшлися на полі бою, на якому армія Беліна подолала супротивника. Брен утік до Галії, а Белін знову став королем усієї Британії.
Через якийсь час Брен напав на Британію з великим військом галів, проте їхня мати запобігла війні і брати знову стали правити як було раніше.  

## Завоювання Галії, Італії та Германії
Після об'єднання Белін і Брен повели свої війська до Галії і після 1 року військових дій підкорили франків своїй владі. Після цього Белін повів своє військо до Італії, маючи на меті захопити Рим, проте погодився на пропозицію миру з боку римських консулів Габія і Порцени. Військо братів попрямувало у землі германців. Проте, римляни порушили домовленість і виступили проти війська Брена, тоді як Белін мав намір воювати з германцями. Однак, Белін взнав про наміри італійців, заховав своє військо у лісі та, зранку, несподівано напав на них і знищив.
Після цього війська братів з'єднались для завоювання Риму. Облога тривала так довго, що Белін був змушений залишити Брата та його військо і повернувся до Британії.

## Останні роки
Він правив у мирі, засновуючи нові міста та відбудовуючи старі поселення.

## Можливі історичні прототипи
Можливо це Бренн.